# Alpes Dináricos
Os Alpes Dináricos (em italiano:  Alpi Dinariche; Dinaridi ou Dinarsko gorje em croata e sérvio) são uma cordilheira na Europa meridional que abrange partes da Eslovênia, da Croácia, da Bósnia e Herzegovina, da Sérvia, do Montenegro e da Albânia. Apesar do nome, estão separados dos Alpes.
A cordilheira estende-se por 645 km ao longo da costa do mar Adriático, no sentido noroeste-sudeste, desde os Alpes Julianos (noroeste) até o maciço Šar-Korab, onde passa a correr no sentido norte-sul. A maior elevação dos Alpes Dináricos é na serra de Prokletije, na fronteira do Montenegro oriental com a Albânia setentrional, com o cume a 2 694 m, chamado Crista do Lago (Maja Jezerce em albanês, em sérvio:  Jezerski vrh).
Os Alpes Dináricos constituem a área mais acidentada e montanhosa da Europa a seguir aos Alpes[carece de fontes?]. São formados essencialmente de rochas sedimentares secundárias e terciárias de dolomita, calcário, arenito e conglomerados formados pelos mares e lagos que cobriam a região no passado.

## Montanhas principais dos Alpes Dináricos
Algumas das montanhas principais são:
- Maja Jezercë - o mais elevado, com 2694 m de altitude e 2036 m de proeminência topográfica
- Bijela gora
- Biokovo
- Bjelašnica
- Cer
- Crna Gora
- Čvrsnica
- Dinara, o epónimo da cordilheira.
- Durmitor
- Igman
- Jahorina
- Kamešnica
- Kopaonik
- Orjen
- Tara
- Trebević
- Treskavica
- Velebit
- Lovćen